# Poperinge
Poperinge é um município situado na província Belga de Flandres Ocidental. O município compreende a cidade de Poperinge e as vilas de Krombeke, Proven, Reningelst, Roesbrugge-Haringe e Watou. Em 1 de Janeiro de 2006, o município tinha uma população de 19.623 habitantes, uma área total de 119.33 km² e uma densidade populacional de 164 habitantes por km².
Durante a I Guerra Mundial, a cidade foi usado como aquartelamento das tropas britânicas e também forneceu uma área para hospitais de campanha.Isto explica a existência nas proximidades da vila de vários cemitérios militares.

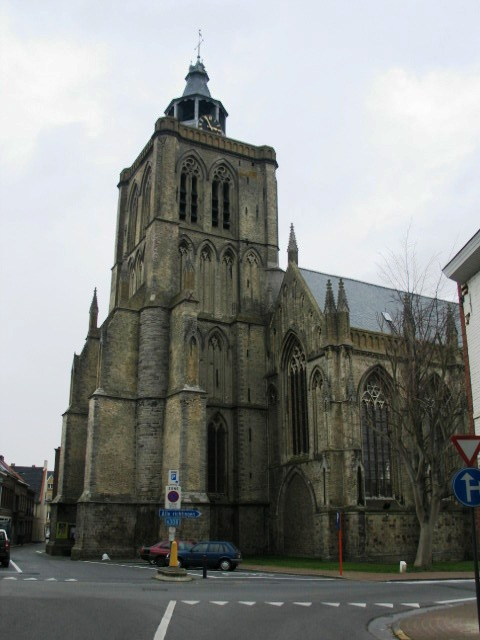
Igreja de S. Bertinus, em Poperinge

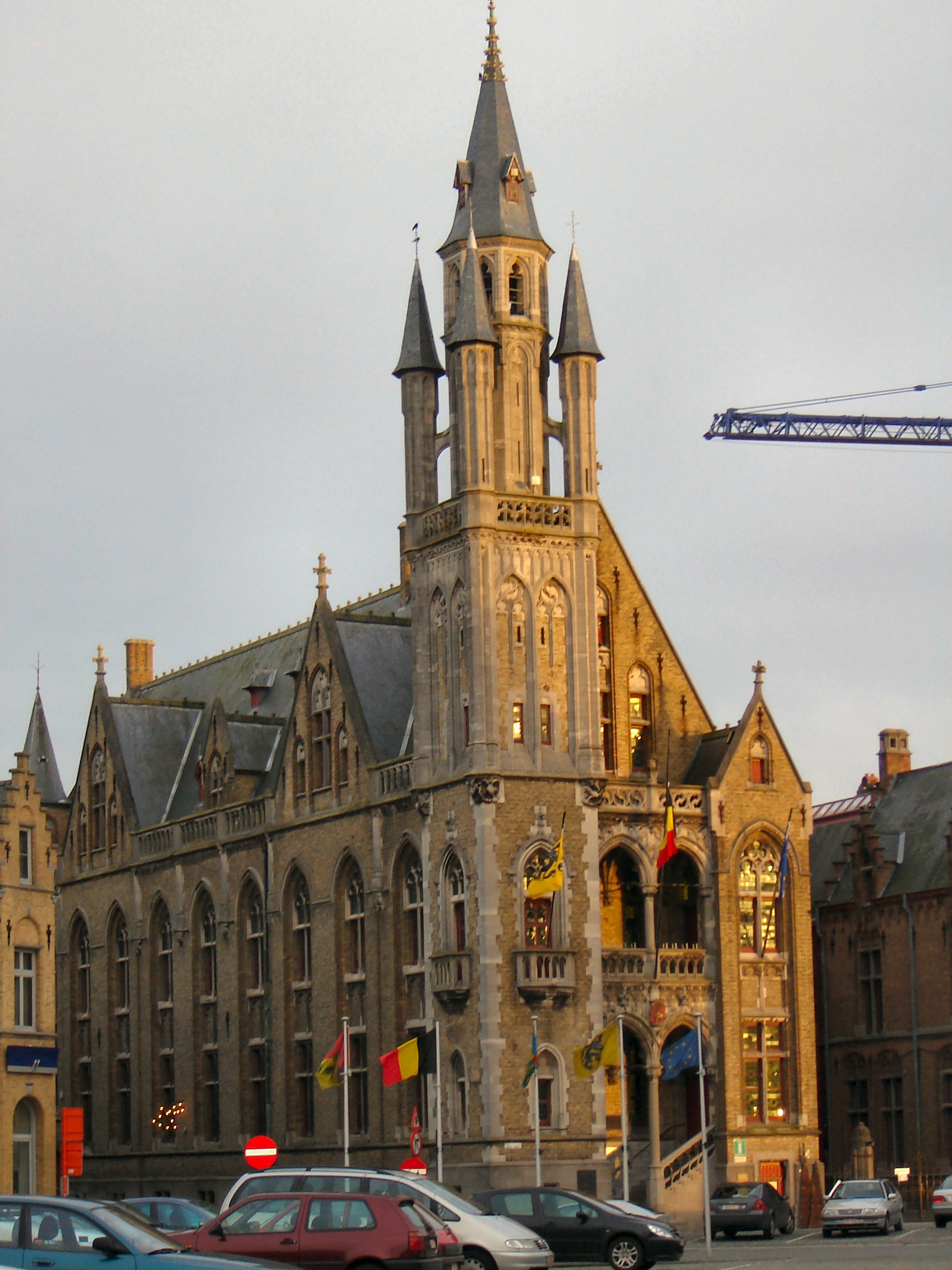
Edifício da prefeitura/Câmara municipal de Poperinge.

Em Poperinge nasceu Dirk Frimout o primeiro astronauta belga.

## Vilas
Além da cidade de Poperinge, o município cinco outras vilas ou deelgemeenten: Krombeke, Proven, Reningelst, Roesbrugge-Haringe e Watou. As pequenas localidades de Abele e Sint-Jan-Ter-Biezen estão localizados no seu território, mas não são deelgemeentes, porque elas não eram municípios antes de 1977.
Roesbrugge-Haringe a(c)tualmente compreende duas aldeias separadas, Roesbrugge e Haringe. O lugar de Abele está localizado na fronteira com a França, e parcialmente cobre o território francês.
| #              | Nome                                      | Área  | População (1999) |
| -------------- | ----------------------------------------- | ----- | ---------------- |
| I              | Poperinge                                 | 47,61 | 12.644           |
| II             | Krombeke                                  | 8,54  | 711              |
| III            | Proven                                    | 13,10 | 1.394            |
| IV             | Reningelst                                | 15,20 | 1.405            |
| V (VII) (VIII) | Roesbrugge-Haringe - Roesbrugge - Haringe | 11,60 | 1.105            |
| VI (IX) (X)    | Watou - Sint-Jan-Ter-Biezen - Abele       | 23,28 | 1.940            |

O município faz fronteira com um grande número de vilas rurais, e também faz fronteira com muitas comunas francesas
| - a. Beveren (Alverigem), (município de Alveringem) - b. Stavele (município de Alveringem) - c. Westvleteren (município de Vleteren) - d. Oostvleteren (município de Vleteren) - e. Elverdinge (município de Ypres) - f. Vlamertinge (município de Ypres) - g. Dikkebus (município de Ypres) - h. De Klijte (município de Heuvelland) |

| - i. Westouter (município de Heuvelland) - j. Boeschepe (França) - k. Godewaersvelde (França) - l. Steenvoorde (França) - m. Winnezeele (França) - n. Houtkerque (França) - o. Bambecque (França) |

### Mapa

Poperinge, deelgemeentes, vilas e aldeias vizinhas. As áreas amareladas são urbanas.

## Cidades-gémeas
Poperinge está geminada com :
- Zatec na República Checa, desde 1964;
- Wolnzach na Alemanha, desde 1965;
- Hythe, Kent em Inglaterra, desde 1980
- Rixensart na Bélgica, desde 1990